# Neuralgi
Neuralgi, neurodyni och neuropatisk smärta anges enligt Svensk Mesh vara synonymer (Engelsk MeSH anger bland andra uttrycken Neuralgias och Neuropathic Pain).

## Neuropatisk smärta
Vid neuropatisk smärta (ICD-10-SE R522B), mer populärt kallat nervsmärta, finns en skada eller sjukdom i det somatosensoriska nervsystemet. En äldre term för detta är neurogen smärta. Termerna neuralgi och neurodyni är mer ovanliga medicinska termer gällande smärta utgående från en skada i nervsystemet.

### Central eller perifer
Nervsmärta brukar vanligen indelas i perifer nervsmärta (skada i perifera nerver) och central nervsmärta (skada i hjärna och ryggmärg). Exempel på en perifer neuropatisk smärta är smärta som kan uppstå vid någon skada på en perifer nerv vid trauma eller kirurgi, vid polyneuropati av olika skäl (inte minst på grund av diabetes mellitus), samt nervsmärta efter viss cytostatikabehandling. En central neuropatisk smärta kan orsakas av en ryggmärgsskada, av en hjärnskada som exempelvis efter stroke, samt vid MS. Möjligen mer svårklassificerad nervsmärta är så kallad postherpetisk neuralgi (efter det akuta bältrosutbrottet) och smärta efter en amputation (så kallad fantomsmärta).
Nervsmärta är vanligen en långvarig smärta, vilken kan vara svår att både diagnosticera och behandla.

## Neurom
Vid uppkomst av perifera nervskador i samband med skada initieras en läkningsprocess hos den skadade nerven där spänningskänsliga natriumjonkanaler, Nav, rekryteras vilket leder till sensitisering. Dessa nervenheter vid ofullbordad läkning, kallas neurom och är mycket lättretade.

### Notförteckning
1. ↑  ”Svensk MeSH”. Svensk MeSH. KI. https://mesh.kib.ki.se/. Läst 16 april 2019.
2. ↑  ”Engelsk MeSH - Medical Subject Headings 2023”. Medical Subject Headings 2023. NIH NLM. 2023. https://meshb.nlm.nih.gov/. Läst 15 november 2023.
3. ↑  ”ICD10SE_KAP, ICD-10-SE version 2022, R522B, Långvarig smärta, neuropatisk”. Socialstyrelsen. 2022. Arkiverad från originalet den 15 november 2023. https://web.archive.org/web/20231115154054/https://www.socialstyrelsen.se/globalassets/sharepoint-dokument/dokument-webb/klassifikationer-och-koder/icd-10-se-2022.xlsx. Läst 19 okt 2023.